# Jean Scheyven
Jean Godefroid Hubert Scheyven (Heythuysen, 19 maart 1804 – Elsene, 24 oktober 1862) was een Belgisch advocaat, magistraat en katholiek politicus.

## Biografie

### Familie
Jean Scheyven was een zoon van Pierre Scheyven, burgemeester van Heythuysen, en Marie-Elisabeth Houben. Hij trouwde met Marie-Anne Roersch (1807-1890). Ze kregen vier kinderen, waaronder Camille Scheyven (1838-1913), eerste voorzitter van het Hof van Cassatie. Diens kleindochter Danièle Scheyven (1938) trouwde met ambassadeur Patrick Nothomb. Zij zijn de ouders van de romanschrijfster Amélie Nothomb. Advocaat, bankier, volksvertegenwoordiger, senator, minister en minister van Staat Raymond Scheyven was een achterkleinzoon van Jean Scheyven.

### Loopbaan
Scheyven promoveerde tot doctor in de rechten (1826) aan de Université de Liège en vestigde zich als advocaat in Roermond. Vanaf 1831 begon hij aan een carrière in de magistratuur. Hij was achtereenvolgens rechter in de rechtbank van eerste aanleg in Roermond (1831-1839), procureur des Konings in Mechelen (1839-1854) en hoofdgriffier bij het Hof van Cassatie (1854-1862).
In 1835 werd hij katholiek Volksvertegenwoordiger voor het arrondissement Roermond. Hij behoorde tot de hartstochtelijke verdedigers van het behoud van Noord-Brabant bij België en toen de scheiding in 1839 een feit was, verhuisde hij naar België. Hij was volksvertegenwoordiger voor het arrondissement Maaseik van 1839 tot 1841 en van het arrondissement Mechelen van 1841 tot 1848. De wet op de onverenigbaarheden stelde een einde aan zijn parlementaire loopbaan.